# Ngamarlanguia luisae
Ngamarlanguia luisae är en insektsart som beskrevs av Rentz, D.C.F. och Y. Su 1996. Ngamarlanguia luisae ingår i släktet Ngamarlanguia och familjen syrsor. Inga underarter finns listade i Catalogue of Life.